# Giovanna Colombi
Giovanna Colombi Manfrini (Milano, 2 aprile 1916 – Milano, 15 gennaio 2013) è stata una compositrice e paroliera italiana.

## Biografia
Dopo gli studi classici ed il diploma in pianoforte al Conservatorio, inizia l'attività di compositrice e di autrice di testi nel 1940, dopo aver conosciuto Vittorio Mascheroni.
Partecipa a numerosi concorsi e manifestazioni, portando avanti anche, nello stesso tempo, l'attività concertistica.
Come autrice si firma con il solo cognome Colombi; le sue canzoni vengono pubblicate da molte case editrici, come ad esempio le Edizioni musicali Ariston.
Con Mani che si cercano, cantata da Achille Togliani, partecipa al Festival di Sanremo 1951, mentre con Non ero così è in gara al Festival di Zurigo del 1958.
Altre sue canzoni sono Alba triste, M'hai fatto tanto male, La mamma dei sogni, La vetrina della felicità.

## Le principali canzoni scritte da Giovanna Colombi
Abbiamo indicato solo il primo interprete, gli eventuali collaboratori o gli autori originali (nel caso di traduzioni).
- 1949 - Amarti con gli occhi per Teddy Reno (autrice del testo; musica di Carlo Alberto Rossi)
- 1951 - Mani che si cercano per Achille Togliani (autrice della musica; testo di Gino Redi)
- 1954 - La mamma dei sogni per Luciano Tajoli (autrice del testo; musica di Eros Sciorilli)
- 1954 - Callisto il pittore per Clara Jaione (autrice del testo e della musica, con Filibello e Pier Emilio Bassi)
- 1956 - M'hai fatto tanto male per Luciano Tajoli (autrice del testo e della musica)
- 1958 - Non ero così per Tonina Torrielli (autrice del testo; musica di Gino Redi)